# Atemptat contra l'Hotel Intercontinental Kabul de 2011
El 28 de juny de 2011, es va produir un atac suïcida a l'Hotel InterContinental Kabul per part d'homes armats, i el consegüent setge de cinc hores, van deixar almenys 21 persones mortes, inclosos els 9 atacants. Els talibans van reivindicar la responsabilitat.

## Context
Es creu que entre 60 i 70 hostes s'allotjaven a l'hotel en el moment dels atacs. Trenta funcionaris del govern provincial s'allotjaven a l'hotel per a assistir a una reunió informativa sobre la transició de les responsabilitats de seguretat de les Forces Armades dels Estats Units a les forces de seguretat afganeses. La majoria dels hostes de l'hotel es trobaven en el menjador de l'hotel en el moment de l'atac. Els informes inicials suggereixen que una festa de noces es podria haver estat organitzada en un dels salons de ball.

## Atac
Els atacants van passar tres controls de seguretat i es van dirigir a la part posterior de l'hotel ocults per l'espessa vegetació. L'assalt a l'hotel va començar a les 10 de la tarda, hora local (UTC+04:30). Els assaltans anaven armat amb fusells d'assalt, granades de mà, granades propulsades per coet, metralladores i armes antiaèries. El personal armat de les forces de l'ordre afganeses va fugir de la zona i no es va enfrontar als atacants. Nou atacants van ser gravats per una càmera de vigilància que va entrar pel jardí posterior de l'hotel on només hi havia dos guàrdies durant un sopar per als hostes de l'hotel. Es van detonar armilles suïcides en l'entrada de l'hotel i en el segon pis. Dos salons de ball van ser destruïts en l'atac inicial. Els atacants llavors van pujar al cinquè pis. Els intercanvis de trets d'armes entre les forces de l'ordre es van produir fins a la matinada.
Als hostes de l'hotel se'ls va dir que s'atrinxeressin a les seves habitacions, mentre que uns altres van escapar saltant des de les finestres de l'hotel.
Les forces de seguretat d'assalt van pujar els dos primers pisos matant a un militant en el curs i van intentar desarmar l'armilla explosiva que portava l'atacant. Els atacants van prendre posicions de tir en el terrat de l'hotel quan la lluita va arribar a la final. Tres combatents en el terrat de l'hotel van ser atacats per dos dels tres helicòpters de l'OTAN que volaven en cercles. Els militants haurien mort en l'atac o detonat les seves armilles. Un helicòpter estatunidenc Blackhawk portava franctiradors de la Força Internacional d'Assistència i de Seguretat (ISAF, per les seves sigles en anglès), mentre que un MC-12W Liberty i un MQ-1 Predator pilotats a distància proporcionaven vigilància aèria crítica. Els policies afganesos no van poder ser persuadits pel cap de policia Mohammad Ayoub Salangi perquè entressin en l'edifici després que els atacants morissin. En un moment donat, un funcionari d'intel·ligència afganès va informar la premsa que creia que s'havia eliminat a tots els militants menys un. Un terrorista suïcida ferit es va amagar en una habitació d'hotel i va tendir una emboscada i va matar a un pilot espanyol després que es declarés la finalització de les operacions.
L'electricitat de l'hotel es va restablir després de la fi de les operacions militars, i l'endemà es va celebrar una reunió informativa programada sobre la transició de les responsabilitats en matèria de seguretat de l'exèrcit dels Estats Units a les forces de seguretat afganeses.

## Víctimes
Entre els ferits hi havia cinc policies afganesos i tretze civils. Cinc empleats de l'hotel, inclosos un guàrdia de seguretat i un xef de l'hotel, i tres policies van ser assassinats.

## Perpetradors
Hi van morir tots els nou atacants que van assaltar l'hotel. El portaveu talibà Zabiullah Mujahid va reivindicar l'atac i va lloar als militants que van matar a «dotzenes de funcionaris estrangers i locals d'alt nivell».